# اوستشنا
اوستشنا (به چکی: Osečná) یک منطقهٔ مسکونی در جمهوری چک است که در ناحیه لیبرتس واقع شده‌است. اوستشنا ۱٬۰۷۵ نفر جمعیت دارد.